# Escenario

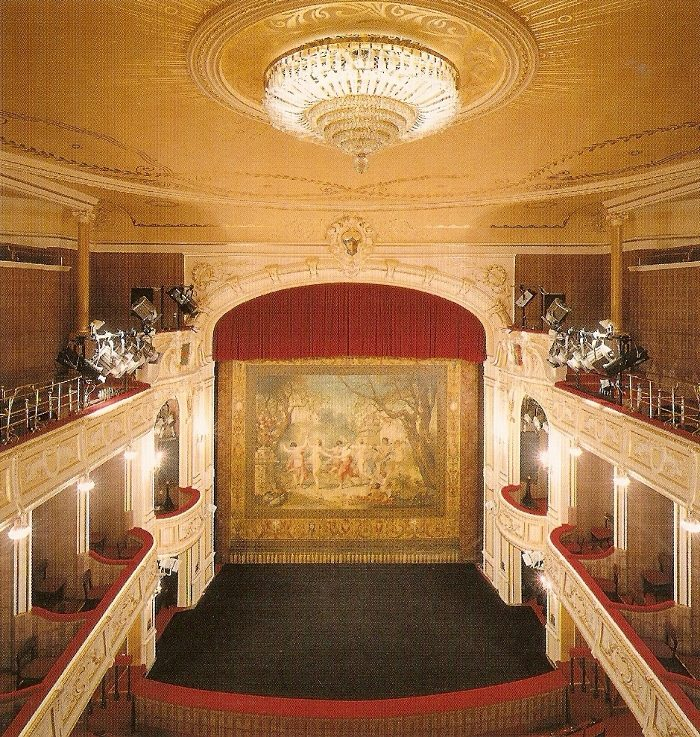
Escenario del Teatro de Polonia,
en Bielsko-Biała (h. 1890).

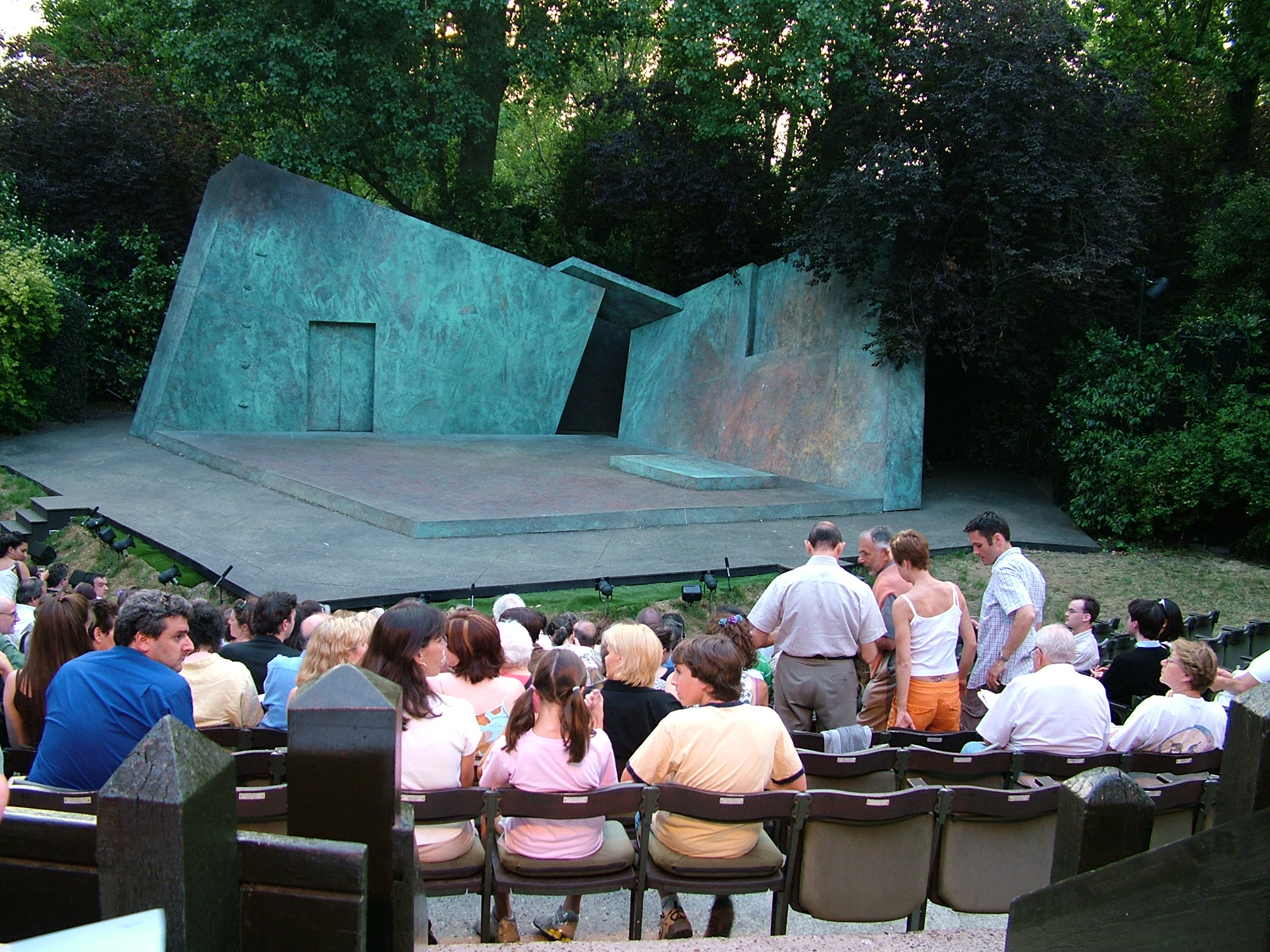
Escenario de un teatro al aire libre, Regent's Park, Londres.

Escenario es el espacio destinado únicamente a la representación de las diversas artes escénicas o utilizado para eventos públicos (conferencias,  mítines, etc.). Se llama caja del escenario al conjunto formado por el escenario en sí mismo, los fosos (debajo y ante el proscenio) y las alturas (zona superior del torreón de tramoya).  Es sinónimo de escena.

## Evolución de la escena
A lo largo de la historia, el espacio escénico ha evolucionado desde su uso en el mundo clásico hasta las nuevas instalaciones vanguardistas, sistematizadas en los primeros años del siglo xx por dramaturgos europeos.
Hay cuatro tipos básicos de escenarios que varían en cuanto a su uso y en relación con el público. La forma más común en Occidente es el escenario del tipo "proscenio", en el que el público se sitúa a un lado de la escena. Una variante son los escenarios con una plataforma o área de interpretación que se extiende hacia el público de manera que este rodea la escena por tres lados. En el escenario de tipo circular (como el circo o los toros), el público se sitúa alrededor del espectáculo. Un cuarto tipo de escenario es aquel que se construye específicamente para una representación o que involucra un espacio preexistente y adaptado como escenario; en un ejemplo límite, como una parada o desfile de aviación, los investigadores del teatro como fenómeno semiológico y estructural aventuran que allí el escenario es el cielo.
Tomando el escenario como un espacio delimitado por tres planos o paredes que contienen y 'abrazan' la puesta en escena, se llama cuarta pared al espacio invisible que aísla el escenario del público. La expresión "rompiendo el proscenio", o "rompiendo la cuarta pared", se usa cuando el actor se dirige directamente a la audiencia salvando el distanciamiento y haciendo el espectáculo más participativo y cálido. Fue muy utilizada en el llamado teatro épico (de Konstantin Stanislavski y Bertolt Brecht) y se considera una de las claves de cambio en el planteamiento teatral desde el siglo XX.

## Historia
En los orígenes del fenómeno teatral, posiblemente de contenido religioso o mágico, el escenario era cualquier área elegida para hacer una representación y la fuerza del ritual o las ceremonias le acababan otorgando una especial significación de lugar sagrado. Los primeros escenarios de la Antigua Grecia disponían de entoldados o tiendas de campaña situadas detrás de la orchesta que servían a los actores para cambiar sus máscaras u otros elementos de atrezzo; más tarde se desarrollaron hasta convertirse en anfiteatros al aire libre con escenarios permanentes. El mismo tipo de edificio fue adoptado por los romanos que los difundieron por toda Europa.
Durante la Edad Media se usaban para interpretar misterios y milagros, en las catedrales y sus pórticos, pequeños escenarios portátiles. Estructuras similares fueron empleadas por la Comedia del arte en Italia, cuyo uso se difundiría por todo el continente en los siglos siguientes.
Ya a partir del siglo XVI, aparecen en el sur de Europa los corrales de comedias, aportando un nuevo concepto urbano del escenario teatral. El siguiente paso evolutivo en la historia del espacio escénico clásico sería el teatro tradicional "a la italiana", un edificio específico para las representaciones dramáticas.

## Modelos

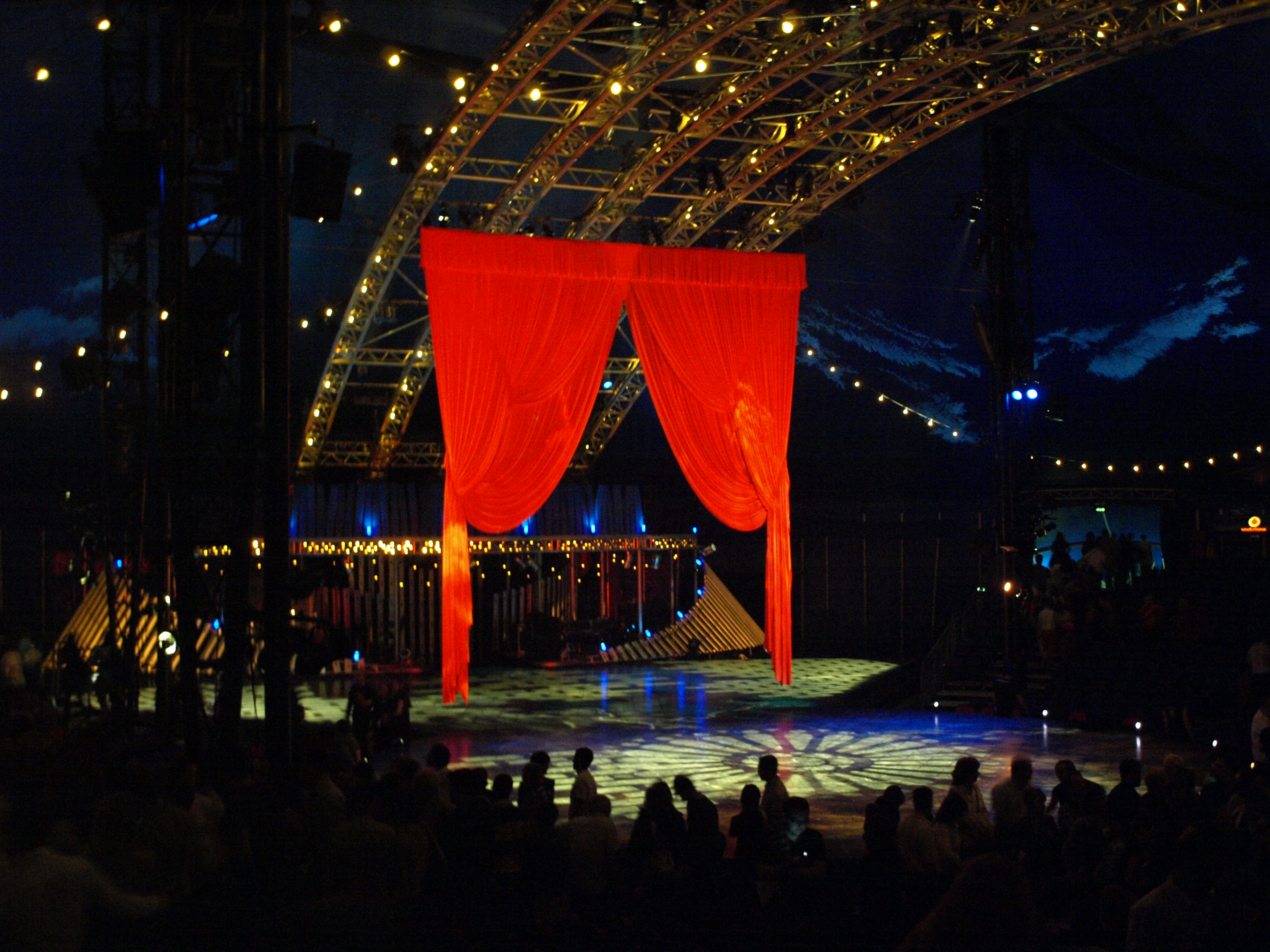
Escenario del espectáculo Quidam del Cirque du Soleil.

Desde el punto de vista arquitectónico se diferencian varios modelos de escenario, a partir de un esquema tradicional común:
- Italiano: Es el modelo más extendido, con un solo frente en forma de herradura (el público está frente al escenario, y existe una división entre el público y los actores). Suele disponer de foros laterales donde el equipo de producción guarda los elementos de la escenografía y la utilería. Otro espacio característico de este modelo son las bambalinas, telones situados en los costados del escenario que permiten el acceso de los actores.
- Isabelino: Tuvo su origen en el teatro isabelino inglés, del que recibe su nombre.
- Arena: El público se sitúa alrededor del escenario; puede ser cuadrado o circular.
- Laboratorio o caja negra: Utilizado por los grupos de teatro experimentales; la distribución de público y actores es aleatoria.